# Tony Persson
Tony Persson (* 10. Juni 1959) ist ein ehemaliger schwedischer Fußballspieler. Nach Ende seiner aktiven Laufbahn, in der der Mittelfeldspieler zwölf Länderspiele für die schwedische Nationalmannschaft bestritten hatte, arbeitete er als Funktionär im Vorstand des Göteborger Klubs GAIS.

## Werdegang
Persson spielte in der Jugend bei Kalmar FF. Nachdem er Ende der 1970er Jahre bereits vereinzelt im Kader der Wettkampfmannschaft gestanden hatte, debütierte er im Laufe der Spielzeit 1980 in der Allsvenskan und etablierte sich schnell als Stammspieler in der Mannschaft. Parallel rückte er in den Fokus der Nationalelf, für die er Anfang 1981 debütierte.
Zwar stand Persson mit Kalmar FF in der Folge im Abstiegskampf, konnte aber im Laufe des Jahres 1981 die entscheidenden Spiele für sich entscheiden: im Sommer 1981 gewann er mit dem Klub das Endspiel um den schwedischen Landespokal, am Jahresende die Relegationsspiele gegen IFK Eskilstuna. Im Herbst sorgte er für ein Highlight, als er im Rahmen der Qualifikation zur Weltmeisterschaft 1982 beim 2:1-Auswärtserfolg bei Portugal im letzten Gruppenspiel der Schweden als Einwechselspieler in den Schlussminuten den Siegtreffer erzielte und somit die schwedische Auswahl im Rennen um die – letztlich hinter Schottland und Nordirland verpasste – Teilnahme hielt. Im folgenden Jahr sprang erneut nur ein Relegationsplatz heraus, dieses Mal scheiterte er mit der Mannschaft in der Relegation an Gefle IF. Er ging mit dem Klub in die zweite Liga, parallel war damit seine Nationalmannschaftskarriere beendet. Nachdem direkten Wiederaufstieg blieb er noch zwei Jahre bei Kalmar FF, kam aber nur noch unregelmäßig zum Einsatz.
Anfang 1986 wechselte Persson zum seinerzeitigen Drittligisten GAIS nach Göteborg. Innerhalb der folgenden beiden Jahren führte er als Stammspieler den Klub in die Allsvenskan zurück. 1987 stand er dabei erneut im Pokalfinale, das gegen seinen ehemaligen Klub Kalmar FF mit einer 0:2-Niederlage endete. Am Ende der Spielzeit 1989, die er mit dem Klub als Tabellendritter abschloss und anschließend im Halbfinale der Meisterschaftsrunde am Vorjahresmeister Malmö FF scheiterte, beendete er seine Karriere nach 94 Ligaspielen und 14 Toren für GAIS seine aktive Laufbahn. Insgesamt hatte er 17 Tore in 138 Spielen in der Allsvenskan erzielt.
Später übernahm Persson einen Posten im Vorstand von GAIS. Zunächst war er für den Jugendbereich zuständig, später für den Fußballbereich.